# Legamento lacunare
Il legamento lacunare (denominato anche legamento di Gimbernat ) è un legamento nella regione inguinale che collega il legamento inguinale al legamento pettineo vicino al punto in cui entrambi si inseriscono sul tubercolo pubico .

## Anatomia
È la parte dell'aponeurosi del muscolo obliquo esterno che si riflette all'indietro e lateralmente ed è attaccata alla linea pettinea del pube. 
È lungo circa 1,25 cm, più lungo nel maschio che nella donna . Si dispone quasi orizzontalmente nella posizione eretta ed è di forma triangolare con la base diretta lateralmente. 
La sua base è concava, sottile e appuntita e forma il confine mediale dell'anello femorale . Il suo apice corrisponde al tubercolo pubico . 
Il suo margine anteriore è attaccato al legamento inguinale . 
Il suo margine posteriore è attaccato alla linea pettinea e prosegue con il legamento pettineo . 
Le sue superfici sono rivolte verso l'alto e verso il basso. 

## Significato clinico
Il legamento lacunare è l'unico limite del canale femorale che può essere tagliato durante l'intervento chirurgico per rilasciare un'ernia femorale . Bisogna fare attenzione in quanto fino al 25% delle persone ha un'arteria otturatore aberrante (corona mortis) che può causare sanguinamenti significativi.